# یانائوکا
یانائوکا (به اسپانیایی: Yanaoca) یک شهرک در پرو است که در استان کاناس واقع شده‌است.